# بانن
بانن (به فرانسوی: Baneins) یک کمون در فرانسه است که در canton of Saint-Trivier-sur-Moignans واقع شده‌است.

## خصوصیات
بانن ۸٫۹۱ کیلومترمربع مساحت و ۵۸۳ نفر جمعیت دارد و ۲۳۲ متر بالاتر از سطح دریا واقع شده‌است.

## نگارخانه

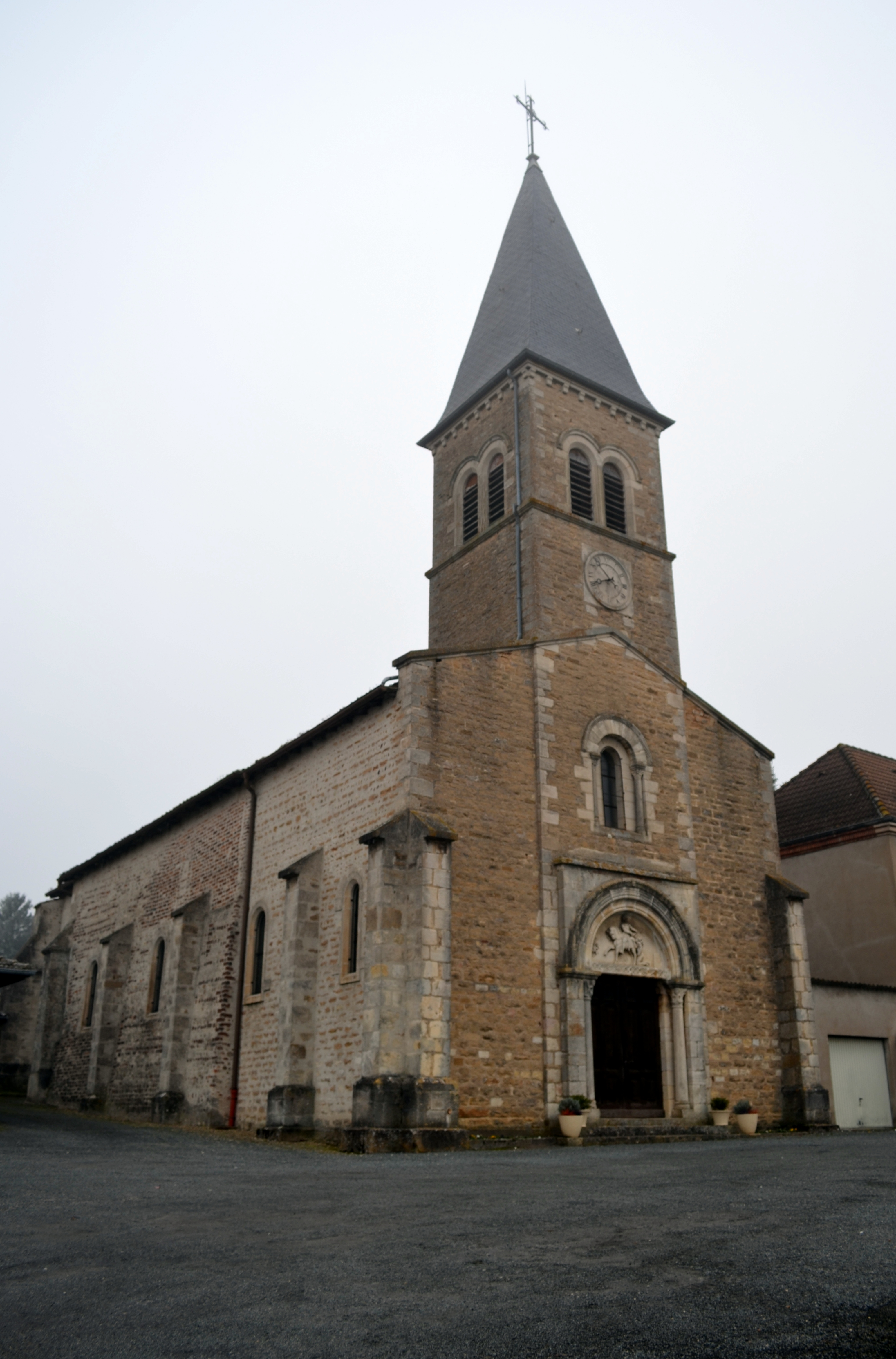
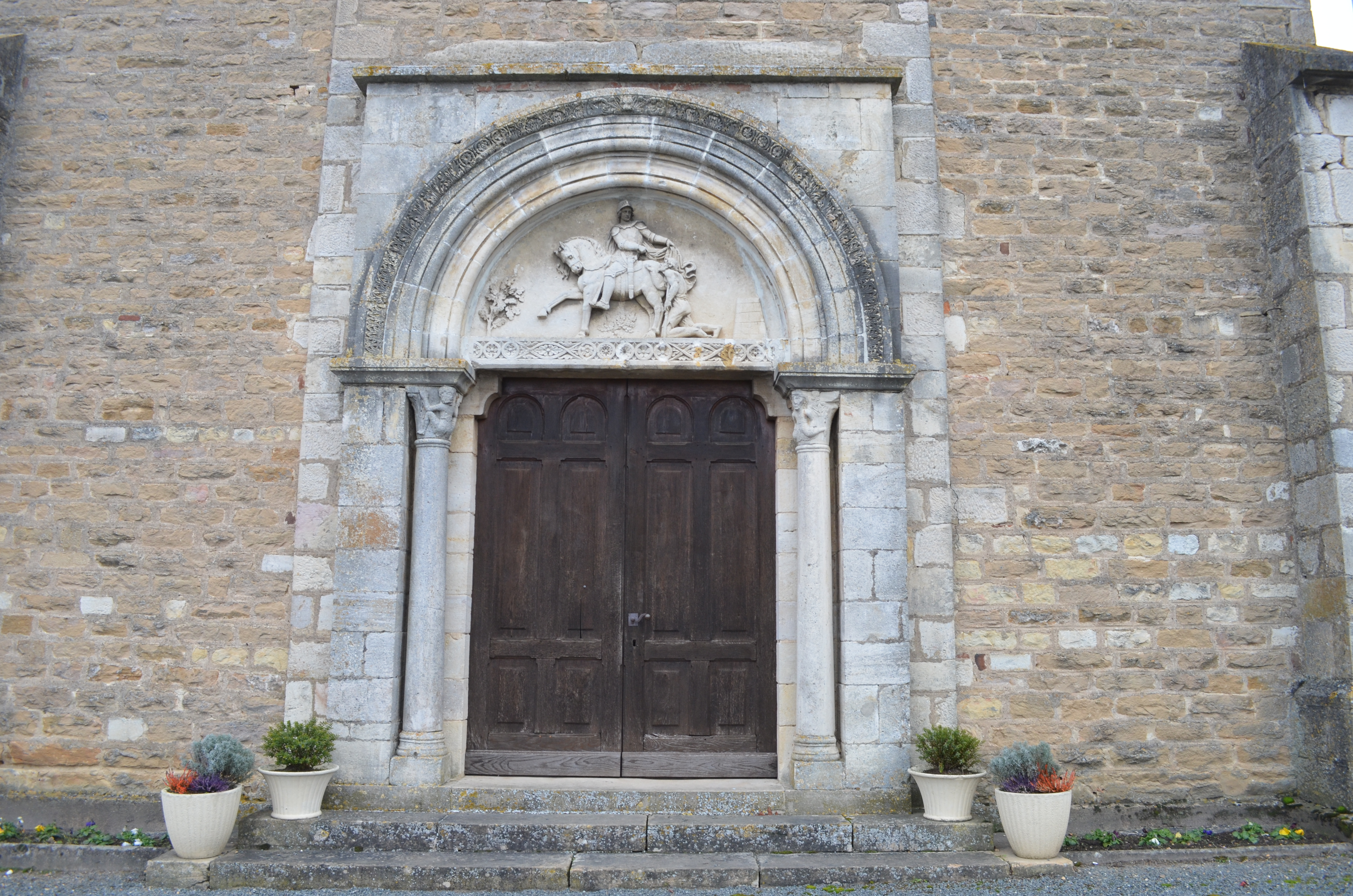
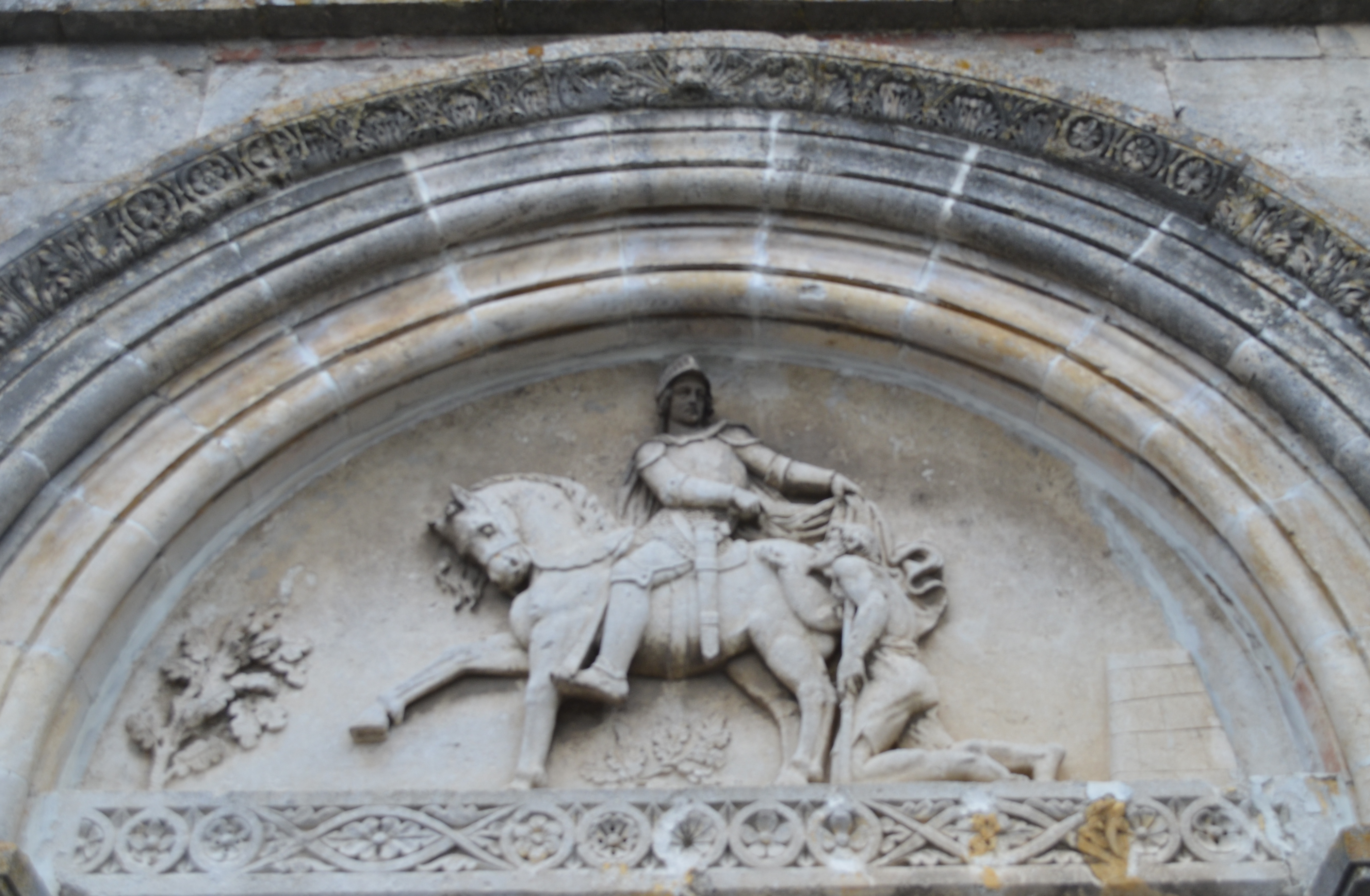